# Corban Collins
Corban Wynne Caspar Collins (* 21. Juli 1994) ist ein ehemaliger US-amerikanischer Basketballspieler.

## Laufbahn
Während seiner Schulzeit spielte Collins, der den Spitznamen „Buck“ trägt, Basketball an der Arden Christian School (US-Bundesstaat North Carolina) und an der in Virginia gelegenen Massanutten Military Academy. 2012 wechselte er an die Louisiana State University in die NCAA. Dort wurde er im Spieljahr 2012/13 in 27 Partien eingesetzt, in denen er im Schnitt 2,6 Punkte erzielte. Nach dieser Saison entschloss er sich zum Hochschulwechsel und ging an die Morehead State University, musste aufgrund der Wechselbestimmungen der NCAA während der Spielzeit 2013/14 aussetzen und lief dann bis 2016 für die Mannschaft auf. 60 Begegnungen bestritt Collins für „MSU“ in dieser Zeit und bilanzierte dabei im Durchschnitt 9,9 Punkte, 3,2 Rebounds und 2,6 Korbvorlagen je Partie.
Zum Abschluss seiner Universitätszeit spielte Collins in der Saison 2016/17 für die Mannschaft der University of Alabama, gehörte also zu den Schützlingen von Trainer Avery Johnson, der als Spieler und Trainer NBA-Erfahrung gesammelt hatte. Collins gehörte zum Kapitänsgespann der Mannschaft und wurde von Johnson am Saisonende für seine Einstellung und seinen Einsatz mit dem „Coach Avery Award“ ausgezeichnet. Er verbuchte im Schnitt 7,0 Punkte, 1,8 Rebounds und 1,5 Korbvorbereitungen pro Spiel (32 Partien).
Kurz vor dem Auftakt des Spieljahres 2017/18 wurde Collins vom deutschen Verein VfL Kirchheim Knights unter Vertrag genommen, begann seine Laufbahn als Berufsbasketballspieler also in der 2. Bundesliga ProA. Er erzielte im Laufe des Spieljahres 2017/18 17,1 Punkte je Begegnung und war damit zweitbester Werfer der Hauptrunde der 2. Bundesliga ProA.
In der Sommerpause 2018 wechselte Collins zum schwedischen Erstligisten BC Luleå. Dort zeigte er sich mit einem Wert von 19,4 Punkten je Begegnung ebenfalls angriffsstark und lag in der Korbjägerliste der schwedischen Liga auf dem zweiten Rang. In der italienischen Serie A bei Pallacanestro Cantù kam der US-Amerikaner zu Beginn des Spieljahres 2019/20 nicht zum Zuge wie bei seinen vorherigen Vereinen (6,8 Punkte je Begegnung) und schloss sich dem Zweitligisten Blu Basket 1971 an. Für die Mannschaft aus Treviglio erreichte Collins einen Punktedurchschnitt von 19 je Begegnung. 2020/21 stand er zunächst beim Serie-A2-Konkurrenten Casale unter Vertrag (12 Punkte je Begegnung), im Januar 2021 wechselte er zu den Helsinki Seagulls in die finnische Korisliiga.
In 19 Spielen für Helsinki erzielte Collins im Durchschnitt 8 Punkte. Im Januar 2022 nahm er ein Angebot von KB Trepça (Kosovo) an. Der US-Amerikaner kehrte zum Spieljahr 2022/23 nach Schweden zurück und wurde von Södertälje BBK verpflichtet. Wegen einer Hüftverletzung wurde das Arbeitsverhältnis im Oktober 2022 aufgelöst. Collins gab daraufhin das Ende seiner Laufbahn im Berufsbasketball bekannt.